# Barcelonne
Barcelonne é uma comuna francesa na região administrativa de Auvérnia-Ródano-Alpes, no departamento de Drôme. Estende-se por uma área de 8,28 km². Em 2010 a comuna tinha 366 habitantes (densidade: 44,2 hab./km²).